# 시스 AB형
시스-AB형(Cis-AB)은 ABO식 혈액형의 돌연변이의 하나로, A형 인자와 B형 인자가 모두 하나의 염색체에 존재하게 되는 비정형 혈액형으로, 혈액형이 O형인 사람과 결혼했을때 본래의 AB형과 O형 사이에서 A형과 B형으로만 나타나는 양상과는 다르게 다르게 AB형이나 O형으로도 나타나는 특성이 있다.

## 개념
통상적으로 ABO식 혈액형이 AB형으로 나타나는 사람의 경우, 혈액형이 O형인 사람과의 사이에서 아이를 낳을 경우, 아이의 혈액형은 A형이나, B형이 된다. 그러나 간혹 이런 경우에서 아이의 혈액형이 AB형이나, O형으로 진단되는 경우가 있는데, 이 경우는 부모 중 AB형인 쪽이 시스-AB형인 경우이다. 이 자체는 본디 각기 다른 상염색체 상에 존재해야 할 A형 인자와 B형 인자가 하나의 염색체에서 발견되는 형태이다. 이 혈액형의 이름인 '시스(cis)'도 프랑스어 형용사로 '같은 쪽에 있다', '시스형의 (동일 원자 또는 기(基)가 이중 결합의 같은 쪽에 있는)'라는 뜻이 있다.

ABO식 혈액형에서 일반적인 AB형과 O형 부모 사이의 상속
시스 AB형의 상속: AB형 부모의 대립유전자 하나는 AB이고 다른 유전자는 O형인 경우.

## 특징
이 혈액형을 가진 사람은 A,B 두 인자들 중 어느 하나의 항원성이 매우 미약하여, 대개는 A형이나 B형으로 진단되는 일이 많다. 일반적으로는 정밀 검사를 통해 진단할 수 있으나, 간혹 염색체를 분리하여 조사해야 하는 경우도 있다. A형으로 진단되는 경우에는 그 자녀의 혈액형이 A형이나, O형, AB형 등으로 나오게 된다. 시스-AB형은 대부분 대한민국(서남부에서 높은 빈도)과 일본에서 발견되며, 이외에 중국, 유럽, 미국에서도 소수 발견 사례가 있다.